# الحارا
الحارا قرية تتبع ناحية الروضة في منطقة بانياس التابعة لمحافظة طرطوس.